# Ібн ар-Раванді
Абу-ль-Хусейн Ахмед ібн Ях'я, відомий як Ібн ар-Раванді (араб. ابن الراوندي ; 827?-855 або 864, за іншими даними помер у 906 або 910) — арабський мислитель і літератор. Виступав з різкою критикою Корану, заперечуючи його літературні якості. До нас дійшло його твердження, що
|  | ...у проповідника Актама ібн ас-Сайфі можна знайти значно витонченішу прозу, ніж у Корані. |

## Життєпис
Ібн ар-Раванді був євреєм за походженням, родом з Раванда (поряд з Ісфаганом, Іран). Освіту здобув у Багдаді. Знав грецьку та єврейську філософію. Спочатку примикав до мутазилітів, потім виявив схильність до шиїзму і, нарешті, наблизився до атеїзму.

## Творчість
Він написав кілька трактатів з мутазилітської догматики, потім відійшов від їхньої школи і потрапив під вплив «єретика» (зіндіка) Абу Іси аль-Варрака. За свої нові погляди був віднесений до «безбожників» і «єретиків». Мутазиліти зажадали від влади розправи над ним, і ар-Раванді довелось утікати з Багдада в Куфу. Йому приписують близько 45 творів, більшість із яких належать до другого періоду «безбожництва». З них фрагментарно дійшли «Книга пророка мутазилітів» (відповідь на «Гідність мутазилітів» аль-Джагіза) і апологія шиїзму, «Книга незаперечного», «Книга смарагдів» і «Книга вінця».